# 칠레 전투
칠레 전투(The Battle Of Chile: Part 1, La batalla De Chile: La Insurreccion De La Burquesia)는 쿠바에서 제작된 패트리시오 구즈먼 감독의 1975년 다큐멘터리 영화이다.
다음과 같이 3부작으로 구성된다:
- 칠레 전투 제1부: 부르주아지의 봉기 (The Battle Of Chile: Part 1)
- 칠레 전투 제2부: 쿠데타 (The Battle Of Chile: Part 2)
- 칠레 전투 제3부: 민중의 힘 (The Battle Of Chile: Part 3)